# Charonia variegata
Charonia variegata is een slakkensoort uit de familie van de Charoniidae. De wetenschappelijke naam van de soort is voor het eerst geldig gepubliceerd in 1816 door Lamarck.